# Rhaphidorrhynchium lamprosericeum
Rhaphidorrhynchium lamprosericeum là một loài Rêu trong họ Sematophyllaceae. Loài này được (Renauld & Cardot) Broth. miêu tả khoa học đầu tiên năm 1925.